# Nyssopsora formosana
Nyssopsora formosana är en svampart som först beskrevs av Sawada, och fick sitt nu gällande namn av Lütjeh. 1937. Nyssopsora formosana ingår i släktet Nyssopsora och familjen Raveneliaceae.   Inga underarter finns listade i Catalogue of Life.